# Lady Fantôme
Lady Fantôme (Phantom Lady) est un roman policier de William Irish publié en 1942.
Le roman est adapté au cinéma en 1944 par Robert Siodmak sous le titre Les Mains qui tuent (Phantom Lady), avec Franchot Tone, Ella Raines et Alan Curtis.

## Résumé
Déçue par son épouse, Scott Henderson passe une soirée avec une inconnue rencontrée dans un bar. Seul trait distinctif de cette femme banale : elle porte un chapeau extravagant qui porte ombrage à la vedette du spectacle auquel assiste le couple improvisé. 
Lorsque Henderson rentre chez lui, tard ce soir-là, la police s'y trouve et lui révèle que son épouse a été étranglée à l'aide de la cravate qu'il aurait dû porter pour être assortie à son veston.  Sous le choc, Henderson avoue qu'il s'est disputé avec la défunte avant de la quitter sous le coup de la colère. Il n'en faut pas plus pour que la police l'arrête sous l'inculpation de meurtre, d'autant que l'inconnue avec qui il affirme avoir passé la soirée est introuvable. Ni le barman, ni le chauffeur de taxi, ni le serveur du restaurant ne se souviennent d'elle et de son chapeau. Les autorités sont dès lors convaincues que cette femme est un fantôme, tout droit sorti de l'imagination du coupable pour cacher la relation amoureuse qu'il entretenait avec sa secrétaire Carole Richman ?  Henderson est condamné à la chaise électrique et doit être exécuté dans un mois.
Pourtant, l'inspecteur Burgess qui a conduit l'enquête n'est pas satisfait. Appelé à la rescousse, Lombard, un ami du condamné, revient d'Amérique du Sud pour tenter de l'innocenter. Il réussit à parler à la vedette du spectacle qui été ulcérée par cette spectatrice des premiers rangs qui portait le même chapeau qu'elle. Il remonte la filière de la modiste qui a créé cet extravagant objet orange. Il retrouve aussi d'autres témoins inattendus, dont un faux aveugle. Or, chaque fois, ils sont peu après éliminés. Bientôt, il ne lui reste plus qu'une seule chance : retrouver l'insaisissable femme au chapeau en mettant la main sur un programme de spectacle écorné. Mais, une fois qu'elle apparaît enfin, la jeune femme est menacée de mort.

## Éditions françaises
Le roman connaît deux traductions en français.
La première est signée Edmond Michel-Tyl :
- Fournier-Valdès, 1948 ;
- Christian Bourgois, coll. « Série B », 1985 (traduction révisée par Marielle de Lesseps)

La seconde est signée Maurice-Bernard Endrèbe :
- Sous le titre Fantôme à prendre, Presses de la Cité, coll. « Un mystère » no 176, 1954 ;

Même traduction sous le titre Lady Fantôme pour les rééditions suivantes :
- Club du livre policier, coll. « Les Classiques du roman policier » no 28, 1964 ;
- Le Cercle du bibliophile, coll. « Les Chefs-d'œuvre du roman policier », 1972 ;
- Presses Pocket no 1071, 1974 ;
- Édito-Service, coll. « Les Chefs-d'œuvre du roman policier », 1978 ;
- Presses Pocket, coll. « Noir » no 3721, 1991 ;
- dans le volume Noir, c'est noir, éditions Omnibus, 1992 ;
- dans le volume Rendez-vous en noir : Romans et nouvelles de William Irish, éditions Omnibus, 2004 ; [réimpr. 2012]

## Adaptations

### Au cinéma
- 1944 : Les Mains qui tuent (Phantom Lady), film américain réalisé par Robert Siodmak, avec Franchot Tone, Ella Raines, Alan Curtis, Aurora Miranda et Thomas Gomez

### À la radio
- 1959 : Fantôme à prendre, une adaptation par Serge Douay, en 32 séquences, du roman Phantom Lady de William Irish, traduit par Maurice-Bernard Endrèbe, présentée dans le cadre de l'émission Les Maîtres du mystère

## Sources
: document utilisé comme source pour la rédaction de cet article.
- Claude Mesplède, Dictionnaire des littératures policières, vol. 1 : A - I, Nantes, Joseph K, coll. « Temps noir », 2007, 1054 p. (ISBN 978-2-910-68644-4, OCLC 315873251), p. 1030 (Notice William Irish)
- Jean Tulard, Dictionnaire du roman policier : 1841-2005. Auteurs, personnages, œuvres, thèmes, collections, éditeurs, Paris, Fayard, 2005, 768 p. (ISBN 978-2-915793-51-2, OCLC 62533410), p. 404